# Paid My Dues
Paid My Dues – piosenka pop stworzona przez Anastacie, Lamenga Kafi, Grega Lawsona, Damona Sharpe'a na drugi studyjny album amerykańskiej piosenkarki Anastacii Freak of Nature. Piosenka została wydana 6 grudnia 2001 jako pierwszy singel promujący płytę.

## Lista utworów
Australian single
1. "Paid My Dues" [Album Version] 3:22
2. "Paid My Dues" [The S-Man's Darkstar Radio Edit]
3. "Paid My Dues" [The S-Man's Darkstar Dub Mix] 5:23
4. "I Dreamed You" [Album Version] 5:04
5. "Funk Medley" ("Sexy Mother F**ker", "Play That Funky Music", "Underdog") [Live from Amsterdam] 7:30

Brazilian promo single
1. "Paid My Dues" [Album Version] 3:22
2. "Paid My Dues" [The S-Man's Darkstar Radio Edit]
3. "Paid My Dues" [The S-Man's Darkstar Dub Mix] 5:23
4. "Paid My Dues" [The S-Man's Darkstar Mix] 5:25

European promo single
1. "Paid My Dues" [Album Version] 3:22

European single
1. "Paid My Dues" [Album Version] 3:22
2. "Paid My Dues" [The S-Man's Darkstar Mix] 5:25
3. "Paid My Dues" [The S-Man's Darkstar Dub Mix] 5:23
4. "Funk Medley" ("Sexy Mother F**ker", "Play That Funky Music", "Underdog") [Live from Amsterdam] 7:30

German CD single
1. "Paid My Dues" [Album Version] 3:22
2. "Funk Medley" ("Sexy Mother F**ker", "Play That Funky Music", "Underdog") [Live from Amsterdam] 7:30

UK single
1. "Paid My Dues" [Album Version] 3:22
2. "Paid My Dues" [The S-Man's Darkstar Radio Edit]
3. "I Dreamed You" [Album Version] 5:04

UK 12" promo maxi single
1. "Paid My Dues" [The S-Man's Darkstar Mix] 5:25
2. "Paid My Dues" [Album Version] 3:22

UK 12" promo single
A-side
1. "Paid My Dues" [Album Version] 3:22
2. "Paid My Dues" [The S-Man's Darkstar Mix] 5:25

B-side
1. "Paid My Dues" [The S-Man's Darkstar Dub Mix] 5:23
2. "Funk Medley" ("Sexy Mother F**ker", "Play That Funky Music", "Underdog") [Live from Amsterdam] 7:30

UK 12" promo maxi single (Shelter Mixes)
1. "Paid My Dues" [Shelter Vocal Mix] 8:10
2. "Paid My Dues" [Shelter Dub Mix] 6:08